# 골든마일역
골든마일역 (Golden Mile stop)은 토론토 지하철에 새로 지어지고 있는 경전철 노선인 5호선 에글린턴선의 정차역이다. 토론토 골든마일 지역의 에글린턴 및 워든 애비뉴에 있는 이 역은 2023년 개통을 앞두고 있다.
이 정류장은 에글린턴 중심부를 따라 워든 애비뉴 양쪽으로 지어진다. 승강장은 신호등을 지난 지점에 설치되며 이에 따라 서쪽 방면 승강장은 교차로 서쪽에, 동쪽 방면 승강장은 교차로 동쪽에 설치된다.
설계 단계에서 이 역 이름은 워든 애비뉴의 이름을 따서 워든역이라고 불리었으나 2호선 블루어-댄포스선의 동명의 역과 이름이 겹치는 관계로 2015년 11월 23일에 토론토 교통국 이사회는 동네 이름을 따서 골든마일역으로 확정하였다. 한편 오코너, 파머시, 하키미 르보빅역 또한 같은 동네에 위치해있다.

## 버스 연결편
경전철이 개통한 이후에 골든마일역에서 갈아탈 수 있는 버스는 아래와 같다. 68B번 버스는 토론토와 요크 지역을 오가는 버스로 스틸즈 애비뉴 북쪽에서는 요크 지역 교통국 요금을 하차할 때 지불하여야 한다.
|  |

|  |

|  |

|  |

| 애플크리크 |
| 글렌코브   |

|  |

|  |  |  |

|  |

|  |

|  |

| 마컴   |
| 토론토 |

|  |

|  |

|  |

|  |

|  |

|  |

|  |  |  |

|  |

|  |  |  |

|  |  |  |

|  |

|  |

|  |

|  |

| 애플크리크 |
| 글렌코브   |

|  |

|  |  |  |

|  |

|  |

|  |

| 마컴   |
| 토론토 |

|  |

|  |

|  |

|  |

|  |

|  |

|  |  |  |

|  |

|  |  |  |

|  |  |  |

|  |

|  |

|  |

|  |

| 애플크리크 |
| 글렌코브   |

|  |

|  |  |  |

|  |

|  |

|  |

| 마컴   |
| 토론토 |

|  |

|  |

|  |

|  |

|  |

|  |

|  |  |  |

|  |

|  |  |  |

|  |  |  |

|  |

|  |

|  |

|  |

| 애플크리크 |
| 글렌코브   |

|  |

|  |  |  |

|  |

|  |

|  |

| 마컴   |
| 토론토 |

|  |

|  |

|  |

|  |

|  |

|  |

|  |  |  |

|  |

|  |  |  |

|  |  |  |

## 인접한 역
| 5호선 에글린턴                  | 5호선 에글린턴             | 5호선 에글린턴         |
| ------------------------------- | -------------------------- | ---------------------- |
| 하키미 르보빅 마운트데니스 방면 | 5호선 에글린턴 (개통 예정) | 버치마운트 케네디 방면 |